# Adrien Duport
Adrien Jean François Duport (24. února 1759, Paříž – 6. července 1798, Gais) byl politik za Velké francouzské revoluce.

## Životopis
Adrien Duport pocházel z rodiny noblesse de robe a narodil se jako syn rady pařížského parlamentu. Vystudoval práva, poté našel zaměstnání jako rada pařížského parlamentu a stal se aktivním svobodným zednářem. Kvůli své opozici vůči finanční politice Calonneho a Lomenieho de Brienne se Adrien Duport stal známým v politických kruzích. V letech 1787 a 1788 se vyznamenal jako jeden z vůdců tzv. „vzpoury privilegovaných“. V listopadu 1788 inicioval spolu s Condorcetem založení Společnosti Třiceti, která měla významný vliv na vznik Vlastenecké strany.
Duport byl na jaře roku 1789 zvolen pařížskou šlechtou zástupcem do generálních stavů. Poté, co se třetí stav dne 17. června 1789 prohlásil za Národní shromáždění, přešel Adrien Duport o osm dní později do tábora třetího stavu. Dne 10. září 1789 Antoine Barnave, bratři Alexandre a Charles de Lamethovi a Adrien Duport jako vůdci vlastenecké většiny v Ústavodárném shromáždění prosadili odmítnutí dvoukomorového systému poměrem hlasů 849 ku 89. Navzdory silné podpoře pařížského lidu, který během hlasování demonstroval „proti vetu jednoho muže a za veto 25 milionů“, Duport a jeho političtí přátelé změnili svůj původní postoj. Hlasovali pro královské veto „s odkladným účinkem“ a následující den poslanci královo veto potvrdili 575 hlasy pro a 325 proti. Duport se poté významně podílel na realizaci soudních reforem. Navrhl vytvoření smírčích a porotních soudů a kasačního soudu. Adrien Duport také bojoval za zrušení trestu smrti.
Alexandre de Lameth, Antoine Barnave a Adrien Duport uzavřeli na začátku roku 1790 politické spojenectví, které se podle římského vzoru nazývalo triumvirát. Tento triumvirát vedl a kontroloval čtyřicet levicových poslanců Ústavní strany (Constitutionnels). V prosinci 1790 také „levice“ souhlasila s odzbrojením a vyloučením pasivních občanů z Národní gardy. Mezi třemi miliony pasivních občanů byli muži, kteří platili malé nebo žádné přímé daně, a proto nesměli volit. Většina měst měla více pasivních občanů než aktivních občanů. Ti platili daně, a proto měli právo volit. Poté, co byli pasivní měšťané politicky zbaveni moci (zpočátku až do roku 1792), triumvirát obvinil své politické rivaly Mirabeaua a La Fayetta ze zrady revoluce.
Mirabeauova smrt dne 2. dubna 1791 konflikt ukončila. Triumvirát pak sledoval politiku vyvažování reformně smýšlející šlechty, vyšších vrstev a konstituční monarchie. Od května 1791, kdy lidové hnutí sílilo, triumvirát prosazoval konec revoluce. Barnave, Lameth a Duport požadovali zrušení politických klubů, omezení svobody tisku, více práv pro krále a 14. června 1791 schválili Le Chapelierův zákon. Povolili také kněžím znovu konat katolické mše ve svých kostelech (dekret ze 7. dubna 1741). Po neúspěšném útěku Ludvíka XVI. v červnu 1791 Adrien Duport opustil Jakobínský klub a 18. června 1791 vstoupil do klub feuillantů. Usmířil se La Fayettem a od té doby bojoval za zachování monarchie. V Ústavodárném shromáždění se Duport snažil najít většinu pro znovuzvolení svých poslanců do zákonodárného sboru. Ten selhal, Duport nesměl být v září 1791 zvolen do zákonodárného sboru. Místo toho se o něco později nechal zvolit předsedou trestního soudu departementu Seine.
Po Pilnické deklaraci 27. srpna 1791 Duport počítal s invazí pruských a rakouských armád do Francie. Obával se vojenské porážky, a proto poradil králi, aby v listopadu 1791 uzavřel mír. Požádal také Ludvíka XVI., aby uzavřel spojenectví s Rakouskem. V lednu 1792 Barnave a Duport sepsali memorandum císaři Leopoldovi II., ve kterém mu doporučili rozpustit ozbrojené emigrantské spolky. Adrien Duport chtěl svou politikou posílit královu moc, zajistit dosavadní výsledky revoluce a zabránit návratu emigrantů vedených hrabětem d'Artois. Duport se energicky postavil proti rodící se „válečné straně“, koalici girondistů a příznivců La Fayetta, a pokusil se (nakonec neúspěšně) vytvořit „mírovou stranu“. Jeho varování, ale i ta, která pronesl z obav, a která poukazovala na nepředvídatelné chování lidí během války, zůstala bez povšimnutí.
Dne 20. 17. května 1792 založil Duport noviny L'Indicateur. Tyto noviny se rychle etablovaly jako hlásná trouba bohatých. Duport vedl kampaň za druhou komoru Národního shromáždění, do níž by byli přijímáni pouze bohatí. Politické události po útoku na Tuileries dne 10. srpna 1792 donutil Duporta zastavit své noviny. Dne 3. září 1792 během zářijových masakrů byl zatčen. Jen díky osobnímu zásahu Dantona se Duportovi podařilo o několik dní později uprchnout do Anglie.
Adrien Duport se do Paříže vrátil až po thermidorském převratu (27. července 1794). Otevřeně se hlásil ke stoupencům konstituční monarchie, zůstal oddán zájmům bohatých a navzdory všeobecnému strádání nenacházel pochopení pro potřeby nemajetných. Po fructidorském převratu (4. září 1797) Adrien Duport uprchl do Švýcarska a zůstal tam v exilu. Dožil se obsazení Švýcarska francouzskými revolučními vojsky a založení Helvetské republiky. O pár týdnů později, 6. července 1798 zemřel v obci Gais v kantonu Appenzell Ausserrhoden.